# 1er avril 2016
Le vendredi 1er avril 2016 est le 92e jour de l'année 2016.

## Décès
- Alberto Fontanesi (né le 10 mars 1929), footballeur italien
- André Villers (né le 10 octobre 1930), photographe français
- Christian Lauranson-Rosaz (né le 10 janvier 1952), historien français
- Jean-Lin Journé (né le 5 octobre 1957), mathématicien français
- Mame Younousse Dieng (née en 1939), écrivaine sénégalaise
- Pratyusha Banerjee (née le 10 août 1991), actrice de télévision indienne
- Rudolph Kaméline (né le 12 août 1938), botaniste russe
- Tan Lei (née le 18 mars 1963), mathématicienne chinoise
- Tomu Sione (né le 17 novembre 1941), homme politique tuvalais

## Événements
- Massimo Andrea Ugolini et Gian Nicola Berti sont élus capitaines-régents de la République de Saint-Marin.
- Création de la commune Les Trois Châteaux
- Création de la commune Vincent-Froideville
- Route Adélie de Vitré 2016
- Début de la course cycliste Triptyque des Monts et Châteaux 2016
- Début de la série d'animation japonaise Uchū Patrol Luluco
- Début de la série télévisée canadienne Wynonna Earp
- Formation du groupe de K-pop Bolbbalgan4
- Publication du roman Comment Baptiste est mort d'Alain Blottière
- Sortie de l'album Jumalten aika du groupe Moonsorrow
- Sortie de l'album Sebolavy de Mickey 3D
- Sortie de l'album The Wilderness du groupe Explosions in the Sky
- Sortie de l'album Three Men and a Baby de Mike and the Melvins
- Sortie de la chanson Raging de Kygo